# Matila Ghyka
Matila Costiesco Ghyka (Iaşi, 13 de setembro de 1881 — Londres, 14 de julho de 1965) foi um escritor, matemático, historiador, filósofo e diplomata romeno radicado no Reino Unido durante o final da década de 1930 e até 1940. Seu prenome é por vezes escrito "Matyla".

## Biografia
Ele nasceu em Iaşi, antiga capital do Principado da Moldávia. Por parte de mãe era bisneto de Grigore Alexandru Ghica, último Príncipe da Moldávia. Ingressou na carreira diplomática em 1909, tendo exercido o ofício em Roma, Berlim, Londres, Madri, Paris, Viena, Estocolmo e duas vezes de novo em Londres entre 1936-1938 e entre 1939 e 1940.

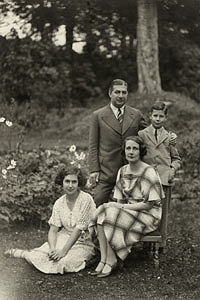
Matila Ghyka com a família em 1935

Em 1918, no Oratório de Brompton, Ghyka casou-se com Eileen O'Conor (nascida em 1897 em São Petersburgo), filha do falecido Sir Nicholas Roderick O'Conor (m. 1908), o ex-embaixador britânico em Istambul e São Petesburgo. Durante suas primeiras missões diplomáticas em Londres e Paris foi apresentado por Paul Morand e pelo príncipe Antoine Bibesco aos círculos literários franceses. Tornou-se amigo de Marcel Proust e do poeta Léon-Paul Fargue. 
Ghyka foi um visitante frequente do salão literário de Natalie Clifford Barney, ele também se reuniu com a maioria dos escritores "exilados" estadunidenses da década de 1920, mas seu interesse principal era a síntese matemática pura e poesia.
Após a Segunda Guerra Mundial, Ghyka fugiu da Romênia comunista e lecionou como professor visitante de Estética (Filosofia) nos Estados Unidos, na Universidade do Sul da Califórnia e na Faculdade de Washington Mary, na Virgínia. Suas memórias, que foram publicados em 1961 sob o título Couleur du monde, terminam com uma mensagem de confiança sobre a indestrutibilidade da humanidade. A única monografia sobre sua vida e obra apareceu em romeno.

## Publicações
- Esthétique des proportions dans la nature et dans les arts (1927)
- Le nombre d'or. Rites et rythmes pythagoriciens dans le development de la civilisation occidentale(1931) - com prefácio de Paul Valéry
- Pluie d'etoiles (1933) - o único conto que Ghyka escreveu
- Essai sur le rythme (1938)
- Sortileges du verbe (1949) - com prefácio de Leon-Paul Fargue
- A Documented Chronology of Roumanian History from Pre-historic Times to the Present Day (1941)
- The Geometry of Art and Life (1946)
- Tour d'horizon philosophique (1946)
- A Practical Handbook of Geometry and Design (1952)
- Philosophie et Mystique du nombre (1952)
- Couleur du monde (1: Escales de ma jeunesse,1955, 2: Heureux qui comme Ulysse, 1956)"
- The World Mine Oyster. London, Heinemann, 1961